# Legio VII Gemina
Legio VII Gemina ("Sétima legião Gêmea") foi uma legião do exército imperial romano cujo nome completo era Legio VII Gemina Felix. A Sétima Gemina tem suas origens no Ano dos quatro imperadores (69 d.C.), quando o governador da Hispânia Tarraconense, Galba, a criou e, com ela, marchou contra Roma. A legião continuava na cidade chamada de "Castra Legionis" (atual León, na Espanha) no final do século IV d.C. O emblema desta legião é desconhecido.
Tácito a chama de Galbiana para distingui-la da antiga Legio VII Claudia, mas esta forma não se encontra em nenhuma inscrição. É possível que ela tenha recebido o apelido de Gemina por conta de uma fusão feita por Vespasiano com uma das legiões germânicas, provavelmente a Legio I Germanica.
Após servir na Panônia e nas guerras civis, ela foi aquartelada por Vespasiano na Hispânia Tarraconense para cobrir o espaço deixado pela saída da Legio VI Victrix e da Legio X Gemina, duas das três legiões que normalmente ficavam aquarteladas na província, mas que haviam sido transferidas à Germânia. Podemos confirmar que o quartel de inverno da legião, durante o período dos últimos imperadores, era León através do Itinerário de Antonino, Ptolemeu e a Notitia Imperii, além de umas poucas inscrições, mas há diversas inscrições que provam que um grande destacamento da Sétima estava aquartelado em Tarraco (atual Tarragona), a principal cidade da província. 
A ponte romana sobre o Rio Tâmega, em Chaves, em Portugal, então chamada de Aquae Flaviae, foi construída pelos legionários da Sétima Gemina ali estacionados durante o reinado de Trajano.
O grupo musical Sétima Legião recebeu este nome em sua homenagem.